# Sedum borissovae
Sedum borissovae är en fetbladsväxtart som beskrevs av B.E. Balkovsky. Sedum borissovae ingår i Fetknoppssläktet som ingår i familjen fetbladsväxter. Inga underarter finns listade i Catalogue of Life.